# Eric Murray
Eric Gordon Murray (Hastings, 6 de maio de 1982) é um remador neozelandês, bicampeão olímpico.

## Carreira
Murray competiu nos Jogos Olímpicos de 2004, 2008, 2012 e 2016, sagrando-se campeão olímpico em Londres 2012 e no Rio 2016 ao lado de Hamish Bond na prova do dois sem.